# Culex gaudeator
Culex gaudeator är en tvåvingeart som beskrevs av Dyar och Frederick Knab 1907. Culex gaudeator ingår i släktet Culex och familjen stickmyggor. Inga underarter finns listade i Catalogue of Life.